# Tomophyllum beleense
Tomophyllum beleense är en stensöteväxtart som först beskrevs av Edwin Bingham Copeland, och fick sitt nu gällande namn av Barbara S. Parris. Tomophyllum beleense ingår i släktet Tomophyllum och familjen Polypodiaceae. Inga underarter finns listade.